# Шюке, Артюр
Артюр Максим Шюке (1 марта 1853, Рокруа — 7 июня 1925, Вильмомбль) — французский военный историк и литературовед, специализировавшийся на истории Германии, немецкой литературе и периоде Наполеоновских войн; также занимался изучением Франко-прусской войны и творчества Руссо и Стендаля.
Родился в семье таможенника города Мец. Начальное образование получил в школе Фридланд, в 1862 году поступил в лицей, который окончил в 1870 году со степенью бакалавра, после чего несколько месяцев служил в национальной гвардии Меца. В 1871 году поступил в Педагогический институт, где изучал историю и литературу до 1874 года. Позже совершил учебную поездку в Германию, в Лейпциг, где слушал лекции многих известных германских историков.
С 1875 по 1876 год был помощником ряда учёных-историков на научных конференциях. В 1876 году занял должность преподавателя немецкого языка в Сент-Луисском лицее Парижа, в 1886 году стал преподавателем немецкой литературы в Педагогическом институте. В 1887 году озвучил тезисы своих исследований о событиях 1792 года в Аргоне, которые затем стали темой его докторской диссертации. С 1888 по 1924 год возглавлял научный журнал  Revue critique d’histoire et de la littérature. В 1893 году возглавил кафедру немецкого языка и литературы в Коллеж де Франс, в 1900 году был избран членом Академии моральных и политических наук. С 1901 по 1921 год преподавал немецкий язык в Высшем военном училище в Париже.
Наиболее известные работы: Le général Chanzy (1884), Les guerres de la révolution (11 томов, 1886—1896), La guerre 1870-71 (1895), La jeunesse de Napoléon (3 тома, 1897—1899), Études de littérature allemande (2 тома, 1900—1902), Un prince jacobin, Charles de Hesse (1906), Allemands d’hier et d’aujourd’hui, esquisses historiques (1918).